# Fluorescent Adolescent
Fluorescent Adolescent – drugi singel promujący drugą płytę Arctic Monkeys, Favourite Worst Nightmare. Piosenka ukazała się w formacie CD, 18 czerwca do sklepów trafiła limitowana edycja na płycie winylowej, na której oprócz singla, zdajdą się takie utwory jak „Matador” & „Da Frame 2R”.

## Teledysk
Teledysk do singla został nakręcony pod koniec kwietnia 2007 roku przez Richarda Ayoade. Premiera wideoklipu miała miejsce w Wielkiej Brytanii 5 czerwca o godzinie 23:40.